# Zipser Burg
Die Zipser Burg (deutsch früher auch „Zipser Haus“, „Zipser Schloss“ genannt; slowakisch: Spišský hrad, Ausspracheⓘ, veraltet Spišský zámok; ungarisch: Szepesi vár oder Szepesvár) ist die Ruine einer Höhenburg in der Ostslowakei, in der traditionellen Landschaft Zips (slowakisch Spiš).
Sie befindet sich vier Kilometer östlich von Spišské Podhradie (Prešovský kraj) auf einem 634 m hohen felsigen Travertinrücken und überragt die Stadt um etwa 200 Höhenmeter. Verwaltungstechnisch gehört sie jedoch der Gemeinde Žehra (Košický kraj), nahe dem Ortsteil Hodkovce. Die im östlichen Teil des Talkessels Hornádska kotlina gelegene Burg ist eine der größten Burganlagen in Mitteleuropa. Ihre Außenmauern umfassen 41.426 m² Fläche.
Die nächste größere Stadt ist Spišská Nová Ves (deutsch Zipser Neudorf).

## Geschichte

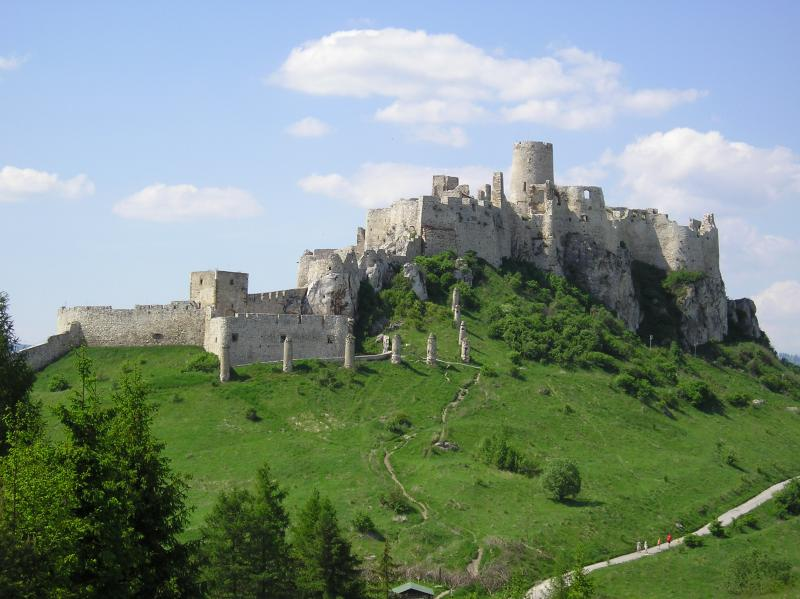
Blick von Osten auf die Oberburg

Der heutige Burgberg war spätestens seit der Jungsteinzeit besiedelt und bis zum Ende des 2. Jahrhunderts ein Zentrum der Kelten, genauer der Puchauer Kultur. Diese gaben die durch Erdwälle geschützte Siedlung aber anscheinend zugunsten des benachbarten Hügels Dreveník auf. Später befand sich hier eine befestigte slawische Siedlung. Im 12. Jahrhundert wurde eine Burg an der Stelle der slawischen Siedlung errichtet. Dieser Burgkomplex erstreckte sich rund um einen großen kreisförmigen Wohnturm, dessen Mauern in der Bodennähe bis zu vier Meter dick waren. Der Wohnturm stürzte Ende des 12. Jahrhunderts aufgrund einer tektonischen Störung ein, danach wurden ein neuer, starker Turm und ein romanischer Palas erbaut. Die Burg wurde Verwaltungssitz der Grundherrschaften der Gespanschaft Zips. Als eine der wenigen Burgen hielt die Zipser Burg dem Mongoleneinfall von 1241/42 stand und wurde noch weiter befestigt. Im Zuge der Machtkämpfe im Königreich Ungarn im frühen 14. Jahrhundert versuchte 1312 der Oligarch Matthäus Csák, die Burg für sich zu nehmen, trotz Beschädigung scheiterte sein Eroberungsversuch. Von 1357 bis 1361 ist magister Izsép, der Vizepalatin von Wilhelm von Drugeth 1339–1341 – 22 Urkunden und seine Petschaft sind bekannt – Burggraf der Zipser Burg.
Nach dem Tod von Sigismund von Luxemburg lud seine Tochter Elisabeth Johann Giskra (Jan Jiskra) ein, um die Thronfolge von Ladislaus Postumus zu sichern. Zuerst war Giskra bei der Eroberung der Zipser Burg erfolglos, durch eine Vermittlung mit dem Kastellanen im Jahr 1443 gelang ihm jedoch die Besetzung. Unter seiner Herrschaft wurde die Burg bis zu ihrem heutigen Umfang ausgebaut. Nach Giskra kamen böhmische Söldner, die sog. Bratríci, nach ihrer Niederlage wurde die Burg königlicher Besitz und kam vier Jahre später an die Zápolya, die die Burg zum Hauptsitz des Geschlechts ausbauen ließen. Nach der Schlacht von Mohács wählte eine Standesversammlung Johann Zápolya, der 1487 auf der Zipser Burg zur Welt kam, zum ungarischen König. Sein Thronkonkurrent Ferdinand I. wollte aber seine Ansprüche durchsetzen und nachdem Hans Katzianer, Feldherr der Habsburger, die Burg im März 1528 eroberte, erhielten die Thurzo die Burganlage und ließen die mehrmals umgestaltete Burganlage im Renaissance-Stil umbauen. Nachdem die Zipser Linie der Thurzo im Jahr 1636, während des Dreißigjährigen Krieges (1618–1648), ausstarb, bemächtigten sich 1639 die Csáky der Burg. Zu Beginn des 17. Jahrhunderts kam es zu einer baulichen Verbindung der bisher einzeln stehenden Gebäude. In der Zeit der ungarischen Standesaufstände wurde die Burg während der Aufstände von Emmerich Thököly (1683) und Franz II. Rákóczi (1703) belagert, wobei Rákóczis Truppen erfolgreich waren. Nach der Zurückeroberung von den Rebellen verblieb nur eine kleine Garnison auf der Burg, da die Anlage durch die sich ändernde Kriegstechnik überholt und als Wohnstätte sehr unbequem war. Deshalb gaben die Csáky die Burg als Wohnsitz auf und zogen in repräsentative Schlösser in Hodkovce und später Bijacovce um. Nach 1710 brannte sie ab, und nach einem weiteren Schadensfeuer 1780 wurde sie von der letzten dort stationierten Militäreinheit verlassen.
Nach Ende des Zweiten Weltkriegs wurde die Anlage 1945 von der Tschechoslowakei in staatlichen Besitz genommen, teilweise rekonstruiert, instand gesetzt und 1961 zum nationalen Kulturdenkmal erklärt.

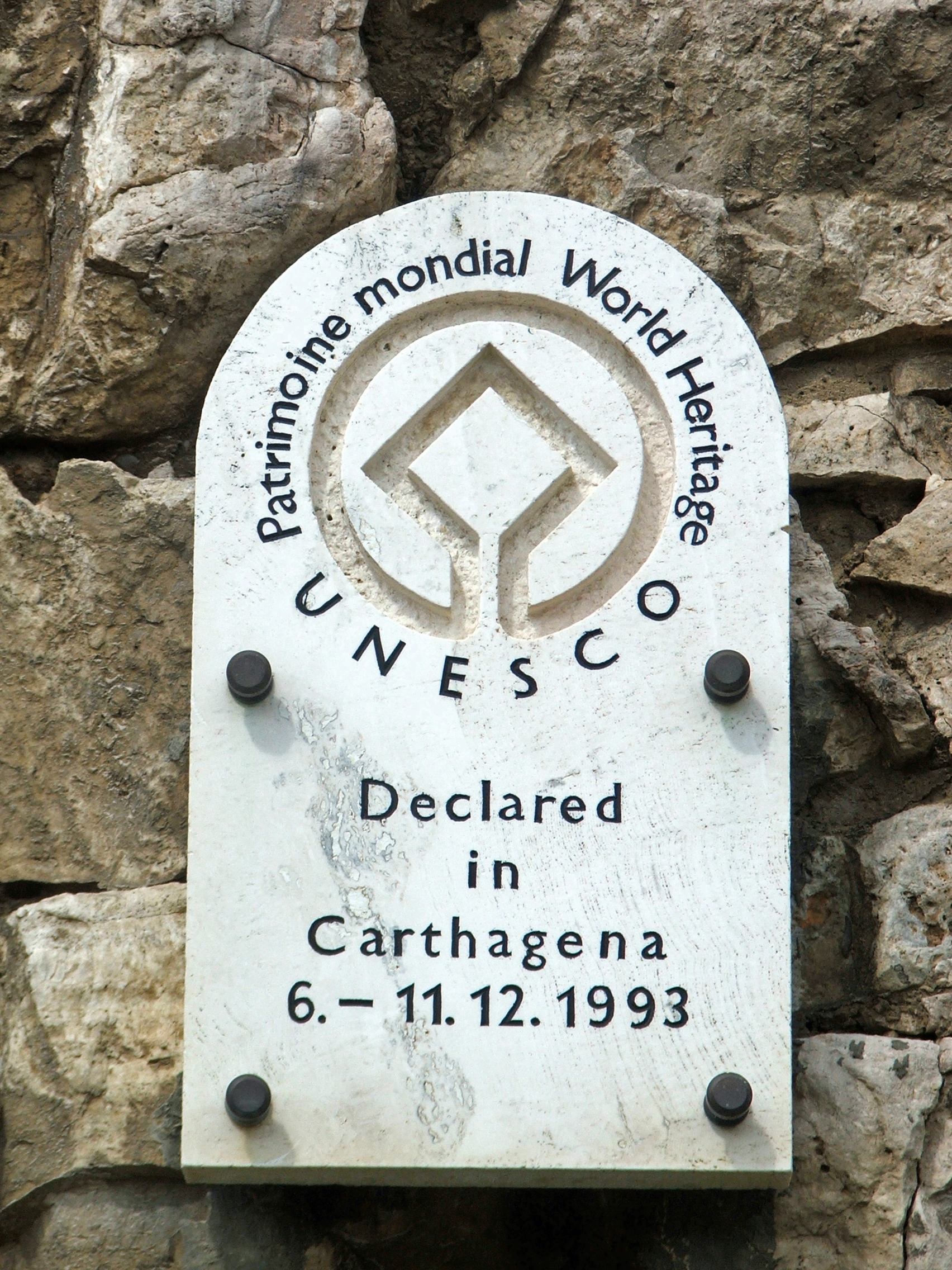
UNESCO-Welterbe-Tafel an der Burgmauer

Seit 1993 zählt die Zipser Burg gemeinsam mit Spišské Podhradie (deutsch Kirchdrauf), Spišská Kapitula (deutsch Zipser Kapitel) und der Heilig-Geist-Kirche in Žehra (deutsch Schigra) zum UNESCO-Weltkulturerbe (2009 um Levoča (deutsch Leutschau) und das Werk von Meister Paul erweitert).
Seit Ende der 1990er Jahre und der Entstehung der unabhängigen Slowakei wird an der weiteren Renovierung und dem Erhalt der Ruine der Zipser Burg gearbeitet. In der teilweise rekonstruierten und konservatorisch gesicherten Ruine befindet sich heute eine Ausstellung des in Levoča ansässigen Zipser Museums (slowakisch Spišské múzeum), das zum Netz des Slowakischen Nationalmuseums gehört.
Die Burg und ihre Umgebung wurden mehrfach als Kulisse für Märchen- und Fantasyfilme verwendet.

## Galerie

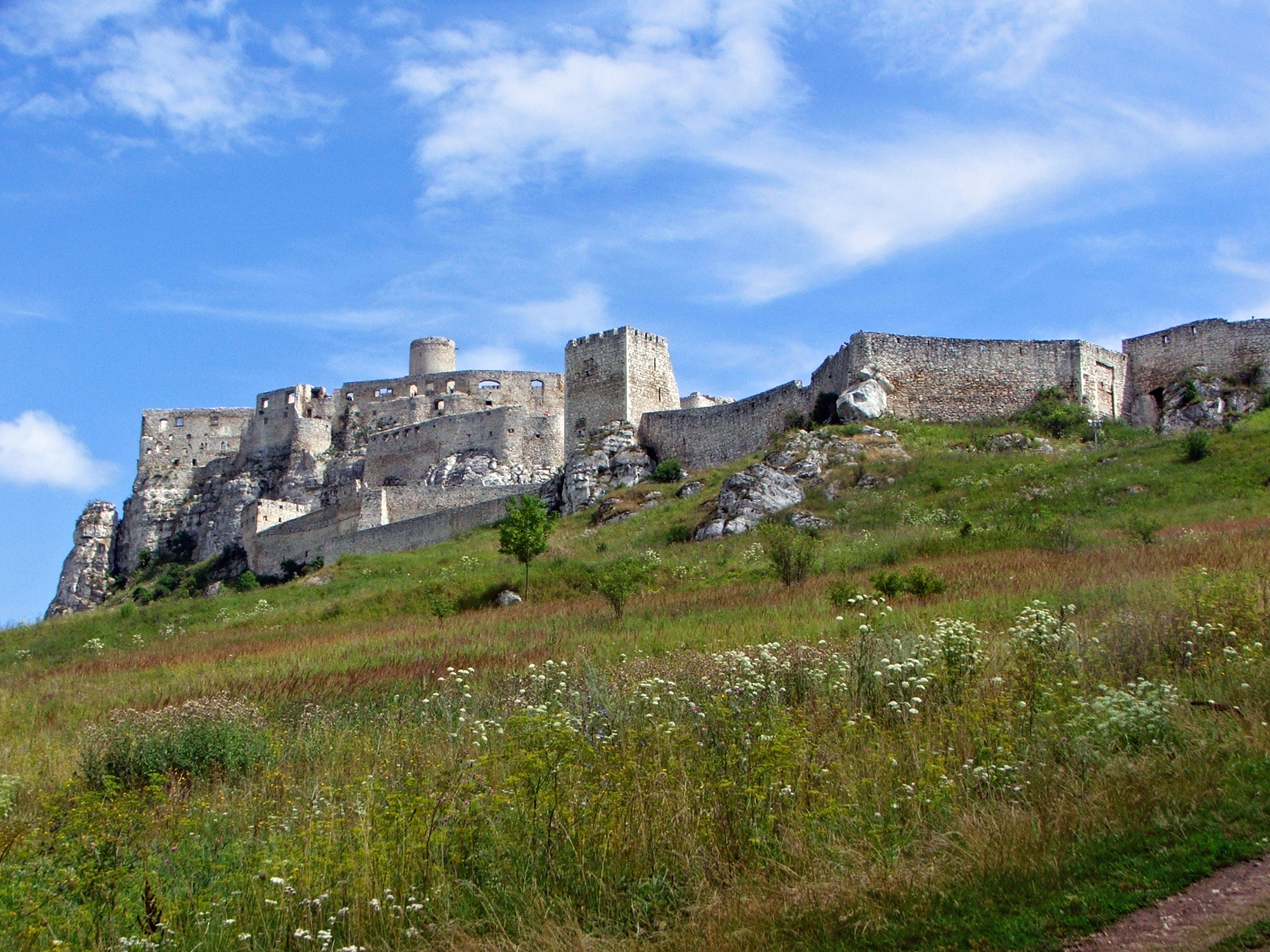
Blick vom westlichen Fußweg hinauf zur Burg
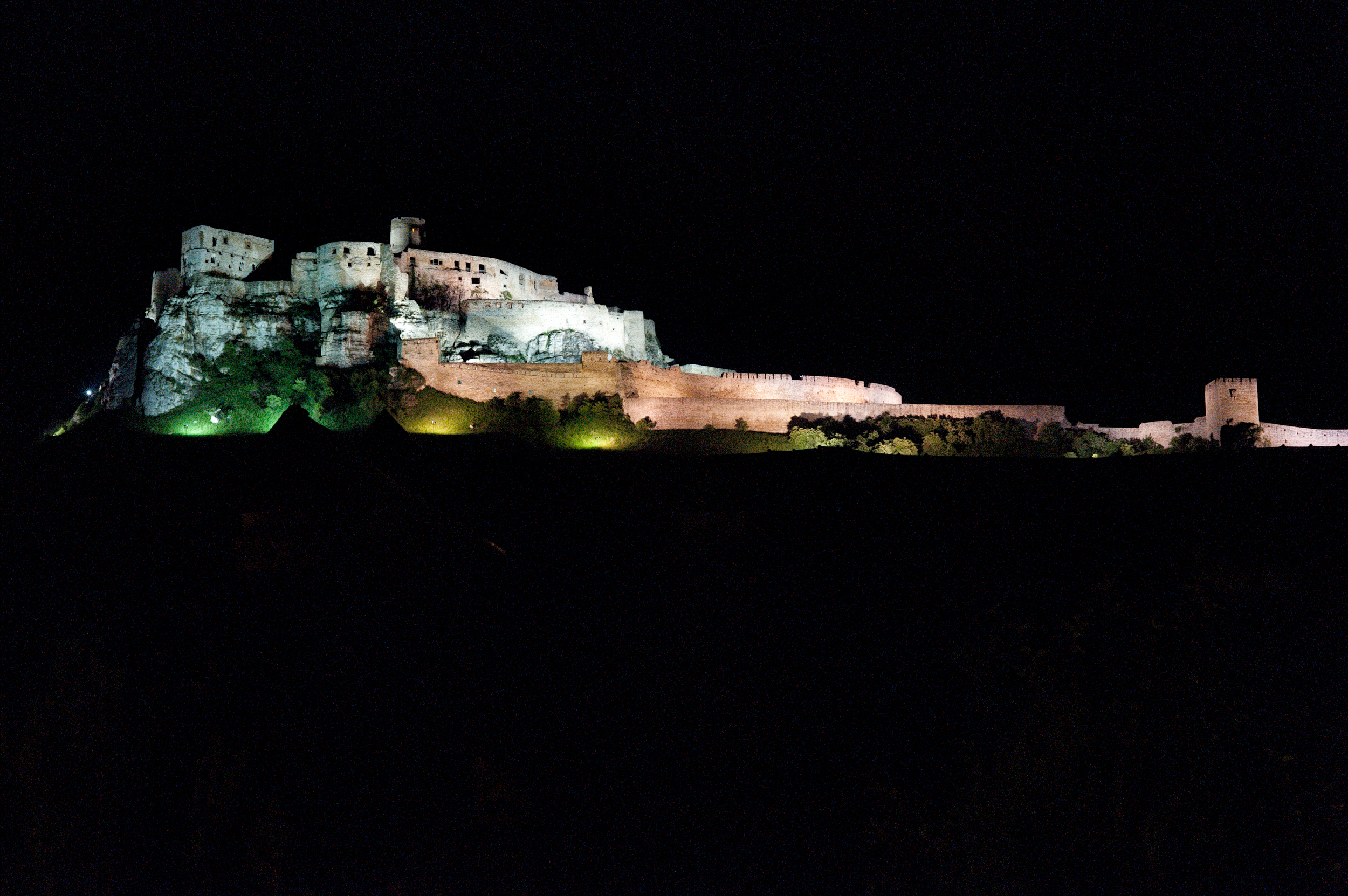
Ein Blick nach Osten auf die illuminierte Ruine der ehemaligen Zipser Burganlage
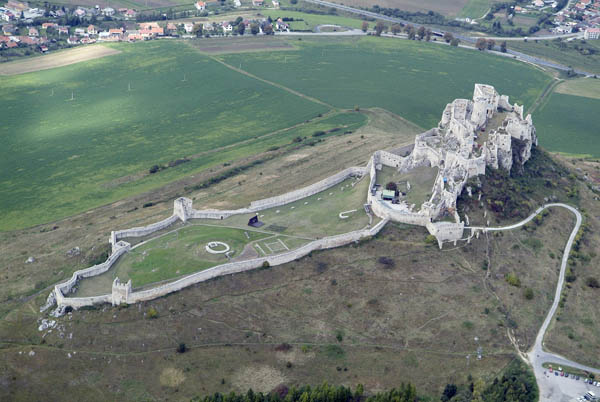
Luftbild
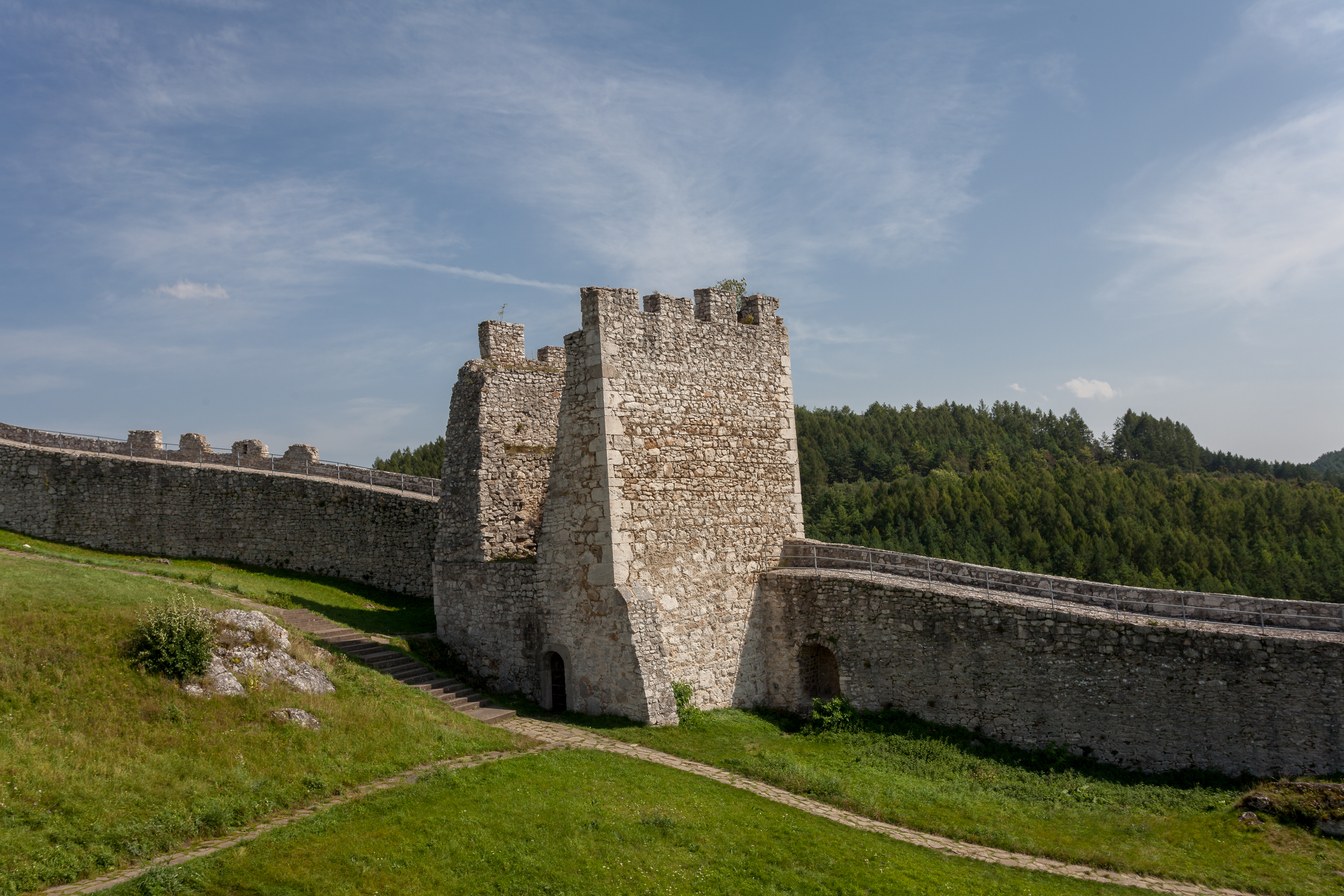
Verteidigungsanlage
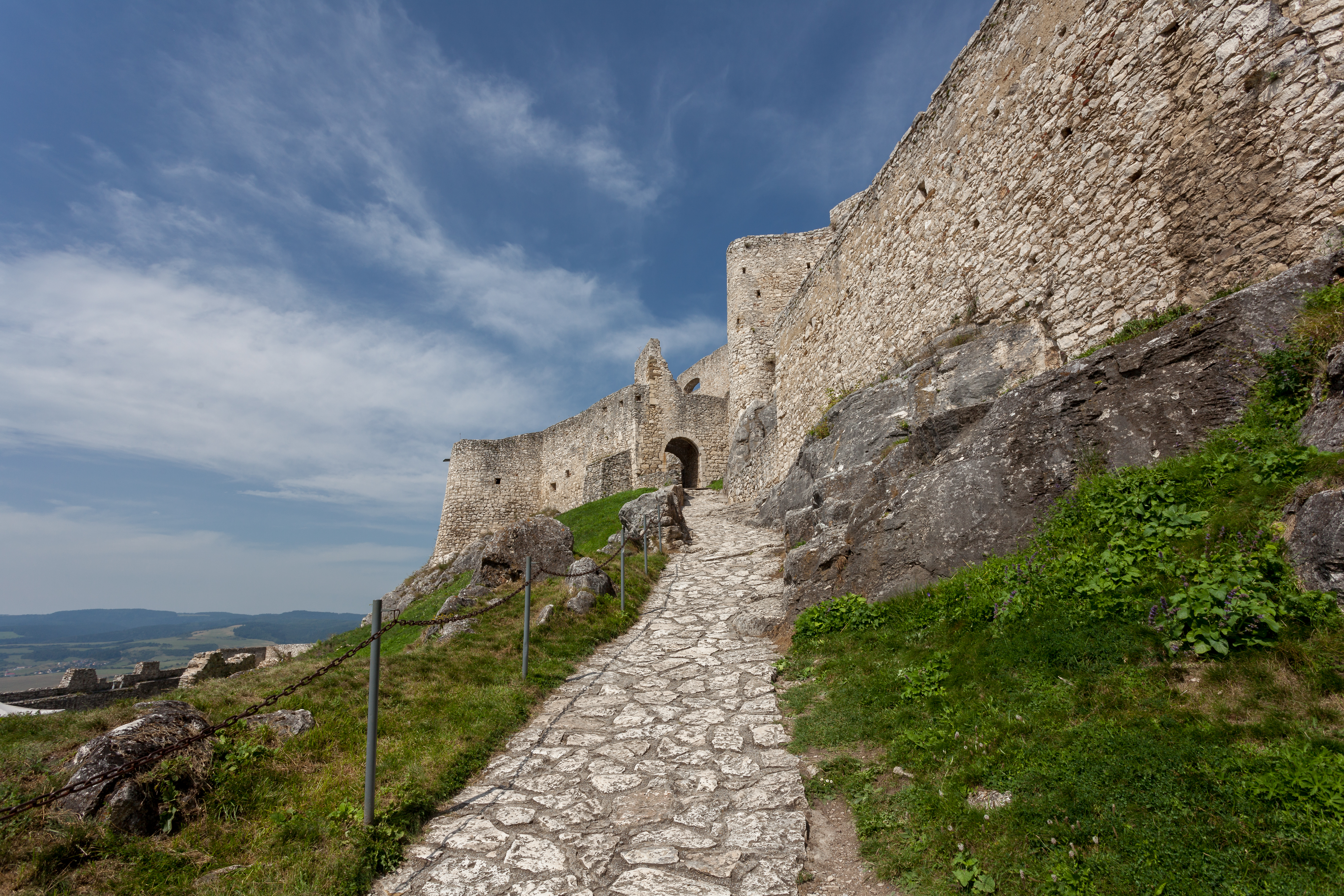
Aufstieg zur Burg
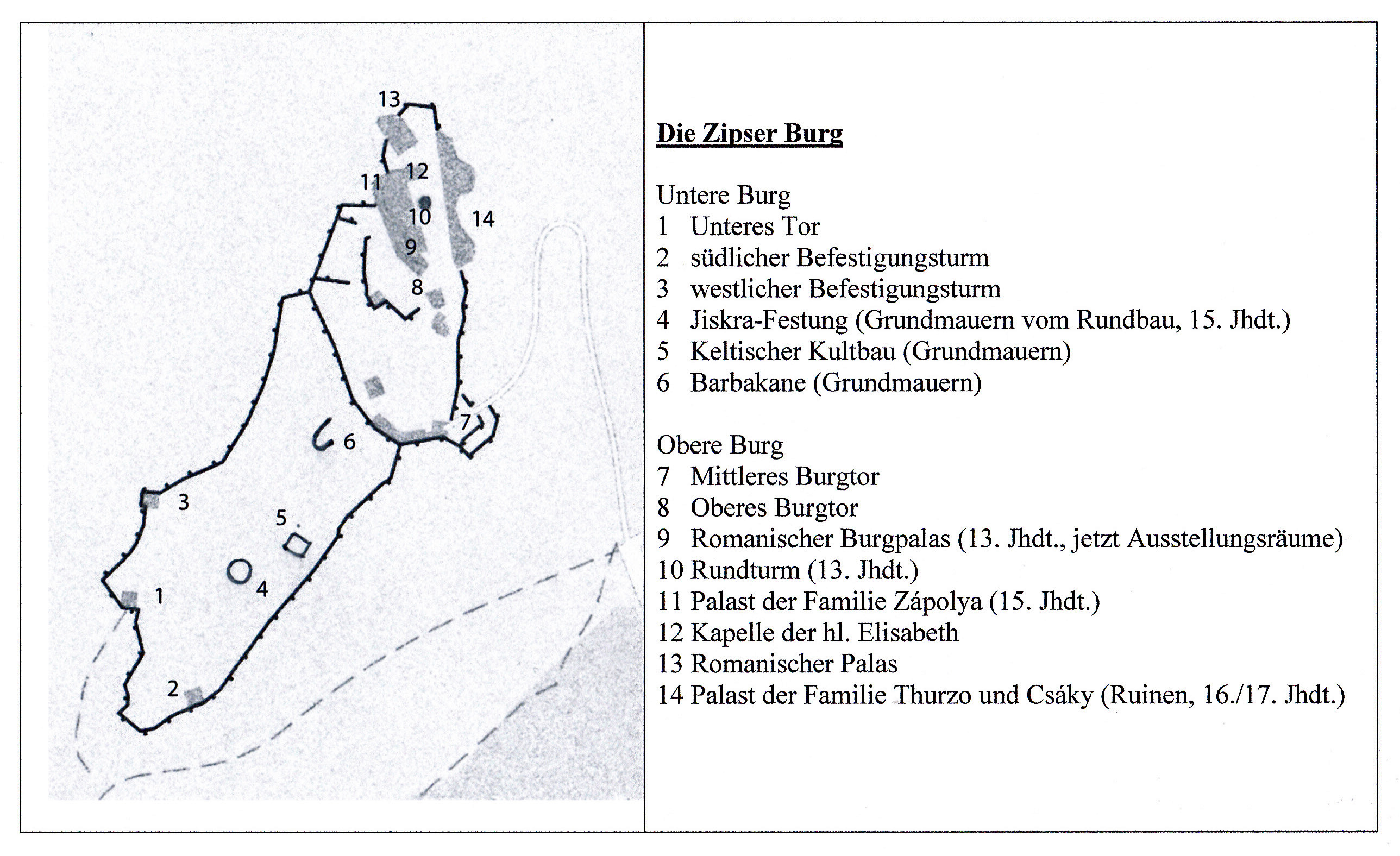
Plan der Burg
- Drohnenflug um die Burg